# Femme assise - Jacqueline
Femme assise (Jaqueline) è un dipinto a olio su tela (165x114 cm), realizzato da Pablo Picasso nel 1962 e attualmente conservato presso la Collezione Picasso di Mougins. 

## Descrizione
L'opera è uno dei circa 400 dipinti che l'artista dedicò nell'arco degli ultimi 20 anni della sua vita alla seconda moglie, Jacqueline Roque, conosciuta nel 1953 in una cittadina della Costa Azzurra chiamata Vallauris e lì sposata nel 1961, all'età di 80 anni lui e 35 lei. La donna viene qui ritratta in posizione seduta con le gambe accavallate, di cui una cinta dalle sue stesse braccia. La rappresentazione quasi ossessiva della moglie consente di ravvisare alcune somiglianze tra questo dipinto e uno del 1954 intitolato Ritratto di Jacqueline con le mani incrociate. In entrambi, infatti, la modella viene raffigurata nella stessa posizione; tuttavia mentre in quest'ultima la donna presenta forme squadrate e un'aria ieratica che concorrono a farla apparire come una sorta di "Sfinge moderna", nell'opera del 1962 Picasso privilegia forme scultoree che ben si confanno alla scelta di usare una colorazione grigio-madreperla, richiamante i gessi con cui l'artista aveva lavorato molti anni prima (1930-1937).
La rappresentazione di Jacqueline, inoltre, è qui caratterizzata dalla peculiare fisionomia picassiana, in cui la visione frontale e quella di profilo si sovrappongono e confondono, come risulta particolarmente visibile dal volto scomposto della donna, dipinto con tonalità avorio atte a rendere la morbidezza della pelle. L'intera figura presenta, infine, contorni minuziosamente rifiniti da una linea scura che ne mette in evidenza ogni sua singola parte, sottolineando la dolce e aggraziata posa assunta da Jacqueline.